# Pompilus
Pompilus ist eine Gattung der Wegwespen (Pompilidae). In Europa tritt nur eine Art, Bleigraue Wegwespe (Pompilus cinereus (Fabricius, 1775)), auf.

## Merkmale
Bei den Arten der Gattung Pompilus handelt es sich um kleine bis mittelgroße Wegwespen, deren Körper schwarz ist und anliegend grau beflaumt ist. Die großen Facettenaugen sind unten schwach divergierend. Die konvexe Stirnplatte (Clypeus) ist kurz und breit. Ihr Apikalrand ist gerundet. Die Stirnplatte und das Gesicht sind grau beflaumt. Das Labrum hat einen mehr oder weniger konkaven Rand und ist teilweise von der Stirnplatte verdeckt. Die Mandibeln sind lang und haben ein zusätzliches Zähnchen. Die Maxillarpalpen sind lang. Das Metapostnotum ist viel kürzer als das Metanotum, bei den Männchen jedoch länger, als bei den Weibchen. Es wird fast vollständig vom Metanotum verdeckt. Der Rücken des Propodeums ist langgestreckt und hat eine längliche Rille. Die Vorderflügel sind mehr oder weniger bräunlich getönt. Die Spitze trägt ein bräunliches Band. Das Flügelmal (Pterostigma) ist groß. Die Beine haben kurze Dornen. Die Tarsen der Vorderbeine haben bei den Weibchen Tarsalkämme, deren einzelne Dornen lang und am Ende verbreitert und abgeflacht sind. Die Klauen haben keine Zähnchen.

## Lebensweise
Die Wespen sind typische Bewohner von sandigen Lebensräumen. Die Weibchen legen ihre Nester im Boden an. Sie jagen Spinnen der Familien Araneidae, Atypidae, Clubionidae, Gnaphosidae, Lycosidae, Pisauridae, Salticidae, Thomisidae und Miturgidae.

## Belege